# August von Hedemann
August Georg von Hedemann (né le 29 octobre 1784 à Plau am See et mort le 17 décembre 1859 à Berlin) est un général de cavalerie prussien.

## Biographie

### Origine

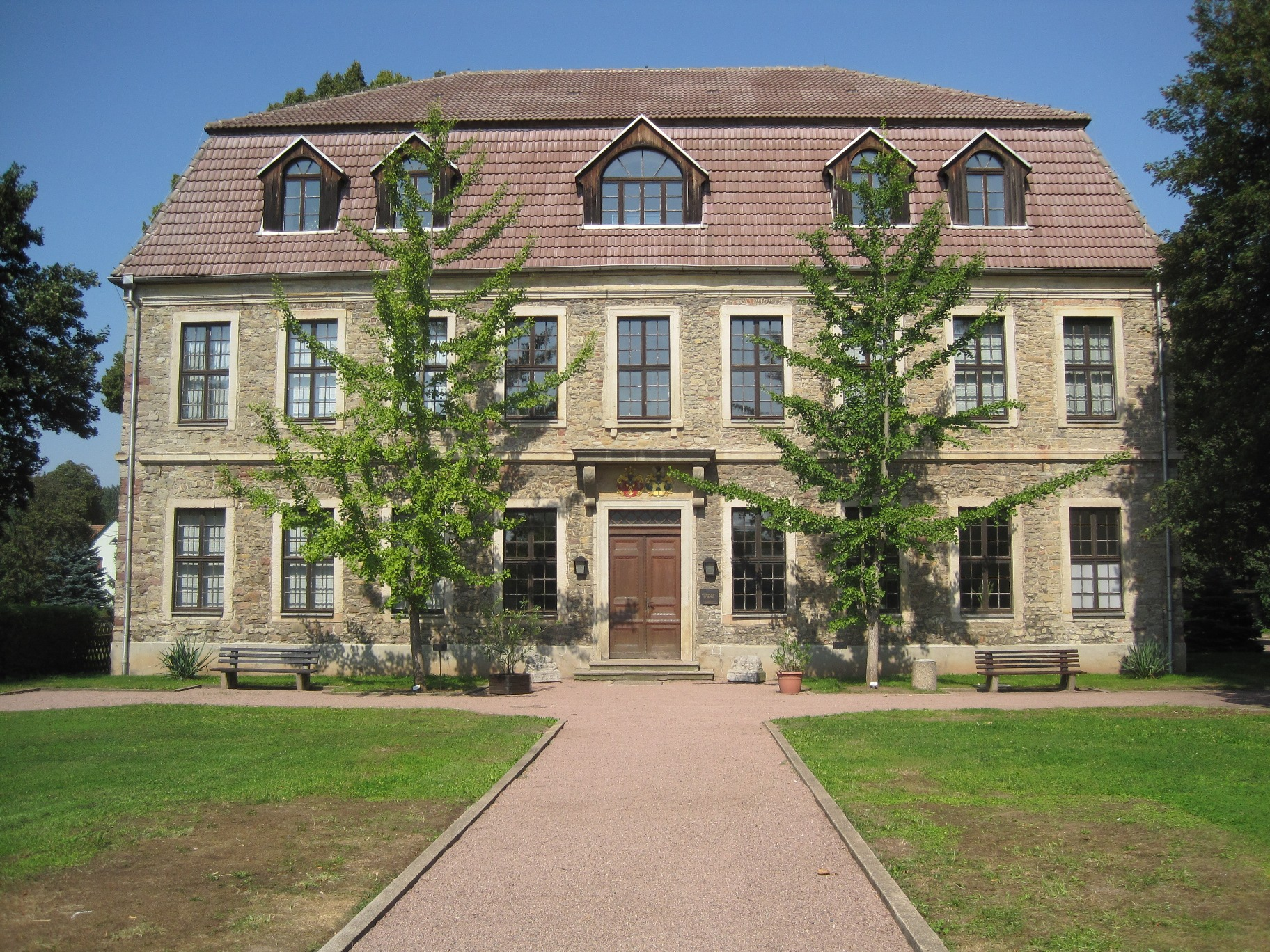
Manoir de Burgörner ("Château de Humboldt")

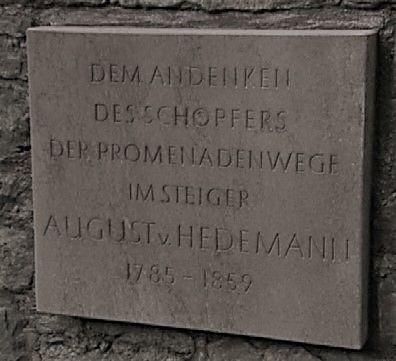
Plaque commémorative dans la forêt de Steiger (1994)

August est issu de la branche prussienne de la famille noble Hedemann. Il est le fils de Christoph Marquard Friedrich von Hedemann (né le 6 juin 1759 et mort le 10 avril 1803) et sa femme Johanna Maria Josepha, née von Wunsch (née le 2 janvier 1759 et mort le 13 novembre 1838). Au moment de sa naissance, son père est en poste comme sous-lieutenant dans le régiment de hussards "von Goeckingk" à Plau, que la Prusse a occupé en gage de 1735 à 1787. Il s'élève au rang de Rittmeister et chef d'escadron et est chevalier de l'Ordre Pour le Mérite. Après la mort du père, son fils reçoit une allocation mensuelle de deux Frédérics d'or et la mère reçoit une allocation permanente de 100 thalers en plus du salaire de sa veuve. L'administrateur d'arrondissement Georg von Hedemann (de) est son grand-père.

### Carrière militaire
Hedemann s'engagea le 26 février 1799 comme Junker dans le régiment de hussards, dans lequel son père a déjà servi. Il y est promu sous-lieutenant à la mi-août 1804 et est nommé le 30 décembre 1805 adjudant du chef du régiment von Rudorff (de). Lors de la guerre de la première coalition, il combat dans une bataille de Criewitz et reçoit l'Ordre Pour le Mérite pour cela, participe à la retraite vers Lübeck et y est fait prisonnier. Il rejoint le 23 janvier 1807 le dépôt du régiment. Après son remplacement, Hedemann devient le 3 avril 1807 adjudant du prince Guillaume de Prusse, quatrième fils du roi Frédéric-Guillaume II. Il combat ensuite à Gollau (de) et à Königsberg. Il accompagne également le prince à Paris en 1808.
Après la paix de Tilsit, Hedemann est promu capitaine d'état-major jusqu'à la fin avril 1810. Le 17 juin 1811, il obtient un congé de sept semaines avec un demi-salaire pour se rendre à Vienne. Le 21 avril 1812, il est promu au grade de Rittmeister. Au début de la campagne d'Allemagne, il est blessé à la bataille de Lützen, reçoit l'Ordre de Saint-Vladimir de 4e classe et le 19 mai 1813 la croix de fer de 2e classe. Il combat ensuite à Bautzen et au Katzbach. Il est promu major le 4 septembre 1813 et rejoint l'état-major général sept jours plus tard, tout en étant maintenu dans sa position d'adjudant du prince Guillaume. Il combat ensuite à Leipzig et reçoit l'Ordre de Sainte-Anne de 2e classe.Le 4 janvier 1814, il rejoint la 8e brigade du corps d'armée Yorck en tant qu'officier d'état-major général. Il combat ensuite à Laon, Paris et Waterloo et dans les batailles de Haynau, Colditz, Löwenberg, Görlitz, Bunzlau, Châlons, Mery, Claye Aubert et Villiers. Il reçoit en outre la croix de fer de première classe le 1er juin 1814 ainsi que l'Ordre de Saint-Jean (de) le 1er janvier 1815.
Le 2 octobre 1815 Hedemann reçoit les feuilles de chêne de l'ordre Pour le Mérite. Avec sa promotion au grade de lieutenant-colonel, il devient le 30 octobre 1815 le premier adjudant du prince Guillaume. En 1817, il est admis à la Société sans loi de Berlin et la même année, Hedemann reçoit un congé de huit mois pour rester en Italie avec son plein salaire. Le 16 mai 1818, il reçoit l'Ordre de Saint-George de 4e classe. Le 29 novembre 1821, Hedemann est nommé commandant du 2e régiment de hussards du Corps à Herrnstadt, province de Silésie. Dans cette position, il est promu colonel le 30 mars 1823 par brevet du 9 avril 1823. En 1825, il reçoit la croix du service.
En 1822, Carl Maria von Weber compose une marche pour Hedemann en 1822. Après la mort de sa belle-mère, il est transféré à Berlin par le roi Frédéric-Guillaume III, à la demande de Humboldt, et nommé le 30 mars 1829 commandant du 2e régiment d'uhlans de la Garde de la Landwehr. À ce titre, il reçoit le 12 juin 1829 l'Ordre russe de Saint-Stanislas de 2e classe avec diamants. Le 30 mars 1832, il est nommé commandant de la 6e brigade de Landwehr et Hedemann est agrégé au 2e régiment d'uhlans de la Garde. À partir du 7 août 1833, il est également membre de la commission générale des ordres. Le 30 mars 1834, il est promu général de division et le 18 juillet 1837 reçoit la croix de Commandeur de l'Ordre de l'Épée. Le 30 mars 1838, il est nommé commandant de la 10e division d'infanterie à Posen et chargé des affaires en tant que 1er commandant de la forteresse de Posen. Avec sa nomination comme commandant de la 8e division d'infanterie Hedemann est chargé le 30 mars 1840 d'assumer les fonctions de commandant de la forteresse d'Erfurt. Dans cette position, il est promu lieutenant général le 7 avril 1842 et décoré de la Grand-Croix de l'Ordre du Faucon blanc. Il est cofondateur de la Société d'horticulture d'Erfurt et son directeur. Il apporte une contribution spéciale à la forêt de Steiger (de). En collaboration avec Friedrich Adolph Haage (de), il fait aménager les "Hedemanns-Wege" dans la forêt afin de la rendre accessible aux habitants d'Erfurt.
Le 22 septembre 1844, il reçoit l'Ordre de l'Aigle rouge de première classe avec feuilles de chêne.Le 5 mars 1848, Hedemann devient général commandant du 4e corps d'armée. Le 26 février 1849, il célèbre son 50e anniversaire de service. Le 25 février 1851, il reçoit la Grand-Croix de l'Ordre d'Henri le Lion et le 29 mai 1851 la Grand-Croix de l'Ordre de la Maison Saxe-Ernestine. Le 7 février 1852, il est mis à la retraite avec le caractère de général de cavalerie. Le 13 janvier 1857, Hedemann reçoit encore la couronne de l'Ordre Pour le Mérite.
À la retraite, il vit dans le manoir de Burgörner (de), qu'il hérite de sa femme et est également connu sous le nom de « château de Humboldt », et dans le château de Tegel. Il décède à l'âge de 74 ans le 7 décembre 1859 à Berlin et est inhumé le 21 décembre 1859 dans la tombe familiale de Humboldt "Campo Santo" dans le parc du château de Tegel.

### Famille

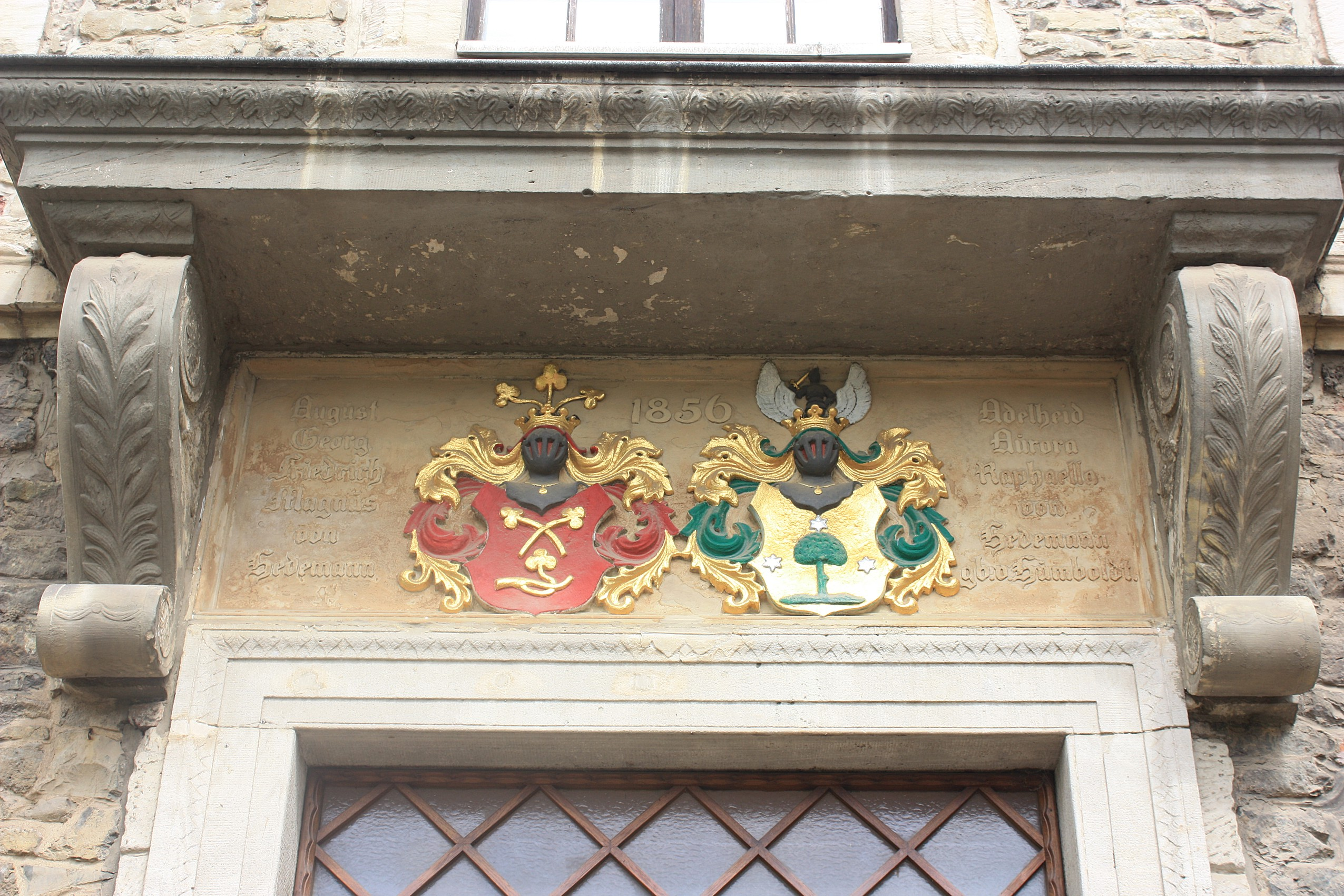
Armoiries d'alliance Hedemann-Humboldt au portail du château de Humboldt à Hettstedt

Hedemann se marie le 24 avril 1815 à Berlin avec Aurora Raffaele Adelheid von Humboldt (née le 17 mai 1800 et mort le 14 décembre 1856), qui est inhumée lors des funérailles familiales après sa mort. Elle est une fille de Wilhelm et Caroline von Humboldt.